# Mafia!
Mafia! (Jane Austen's Mafia!) è un film del 1998 scritto e diretto da Jim Abrahams. Vengono parodiati vari film sulla mafia quali la serie de Il padrino di Francis Ford Coppola, Quei bravi ragazzi e Casinò di Martin Scorsese. Il film parodia anche film di altri generi, che vanno da Forrest Gump a Il postino e Il paziente inglese. Si tratta dell'ultimo film in cui recita Lloyd Bridges, morto il 10 marzo 1998.

## Trama
Vincenzo Cortino, potente boss mafioso, è alle soglie della vecchiaia. Anthony, uno dei due figli maschi, ricorda in flashback l'infanzia del padre nella Sicilia di inizio secolo. A Salmonella, paesino di 1 200 abitanti, il piccolo Vincenzo, dopo varie traversie, deve sottrarsi alla vendetta del malavitoso Cesare Ruffo e scappa a nuoto in America. Eccolo, 65 anni dopo, circondato dai suoi due figli, Anthony, appena tornato dalla guerra, con la fidanzata Diane, e Joey, psicopatico. Preso di mira da molti nemici, Vincenzo è vittima di un attentato e rimane in coma all'ospedale. Anthony si incarica della vendetta ed uccide due sicari. Diane rifiuta questo tipo di vita e lo lascia. Dopo un nuovo flashback su Vincenzo a New York nel 1933, ecco Anthony direttore di un casinò a Las Vegas nel 1967. Si innamora della cantante Pepper, che però lo tradisce col fratello. Diventato importante, anche Anthony rimane a sua volta coinvolto in un attentato. Poco dopo, Vincenzo muore. Al funerale, mentre tutti lo credono morto nell'attentato, Anthony si presenta, sulla sedia a rotelle, accompagnato da un'infermiera, orrendamente sfigurato e tutti cominciano a vomitare. Anthony riesce a riprendere il controllo dell'organizzazione e cacciare il fratello, e ritrova Diane, che nel frattempo è diventata presidente degli Stati Uniti. Si sposano, quindi Anthony riprende il ruolo di killer. "Solo la mafia -dice alla fine - ha il potere di eliminare alcuni beniamini dell'infanzia".

## Distribuzione
Il film è uscito nelle sale statunitensi il 24 luglio 1998 mentre in Italia per il 16 aprile 1999.